# Jacob K. Javits
Jacob Koppel Javits, né le 18 mai 1904 à New York et mort le 7 mars 1986 à West Palm Beach, est un homme politique américain. Membre du Parti républicain, il est successivement représentant des États-Unis (1947-1954), procureur général de l'État de New York (1955-1957) et sénateur des États-Unis (1957-1981).

## Biographie

### Famille et études
Javits nait et grandit dans une famille pauvre du Lower East Side à New York. Son père, Morris Jawetz, est un juif autrichien qui a immigré à New York en 1890 ; sa mère Ida Littman est originaire de Russie et a vécu en Palestine. Javits étudie à la George Washington High School puis occupe des petits emplois pour prendre des cours du soir à l'université Columbia. En 1926, il est diplômé de la New York University School of Law. Il passe le barreau l'année suivante et fonde un cabinet d'avocats avec son frère.
Javits se marie une première fois à Marjorie Ringling en 1933. Ils divorcent après trois ans de vie commune. Il épouse Marion Ann Borris (de 21 ans sa cadette) en 1947. Ils ont ensemble trois enfants : Joy, Joshua et Carla.

### Carrière politique
Dans les années 1930, il se rapproche de Fiorello LaGuardia et participe à sa campagne pour la mairie de New York. Pendant la Seconde Guerre mondiale, il sert dans les Chemical Corps, qu'il quitte avec le grade de leutenant-colonel.
En 1945, il est un proche conseiller de Jonah Goldstein, qui échoue à prendre la mairie face au démocrate William O'Dwyer. L'année suivante, il est élu à la Chambre des représentants des États-Unis dans l'Upper West Side, une circonscription alors fortement juive et démocrate. Dans le 21e district, il bénéficie notamment des divisions entre le candidat démocrate Daniel Flynn et le socialiste Eugene P. Connelly. Javits est réélu à trois reprises. En 1954, il se présente au poste de procureur général de l'État de New York. Il est le seul républicain à remporter l'État lors de ces élections, en battant le démocrate Franklin Delano Roosevelt Jr..
Deux ans plus tard, il est élu au Sénat des États-Unis contre le maire de New York Robert F. Wagner, notamment aidé par la large victoire de Dwight D. Eisenhower à l'élection présidentielle,. En 1962, Javits est réélu face à James B. Donovan qu'il devance de plus d'un million de voix, remportant même la ville de New York. Il est largement réélu en 1968 face à Paul O'Dwyer en 1968. Il se dit disponible pour la vice-présidence en 1968 puis pour le poste de maire de New York en 1973, mais ne reçoit que peu de soutien au sein de son parti. Il remporte un quatrième mandat en 1974 face à l'ancien ministre de la justice, Ramsey Clark.
Lors des sénatoriales de 1980, il est concurrencé par le maire républicain de Hempstead, Al D'Amato. Républicain libéral ayant voté à 82 % avec l'administration Carter, Javits est de plus en plus isolé dans un Parti républicain en pleine révolution conservatrice. Sa santé est également une question lors de la campagne, Javits révèle être atteint d'une sclérose latérale amyotrophique durant la campagne. Il reçoit le soutien du parti avec 64 % des voix mais une primaire est organisée. Il est finalement battu par D'Amato, qui le devance de 12 points (56 % contre 44 %) notamment porté par ses bons scores à New York et surtout Long Island. Sa défaite est alors considérée comme une surprise par la presse,. Javits remporte toutefois la primaire du petit Parti libéral de New York et poursuit sa campagne. D'Amato finit par battre de justesse la démocrate Elizabeth Holtzman (45 % contre 44 %). Javits est loin derrière avec 629 000 voix, contre plus de 2,5 millions pour chacun des deux principaux candidats. Pour de nombreux observateurs, son maintien a permis la victoire d'Amato,,.
Après le Sénat, il devient conseiller du secrétaire d'État Alexander Haig et donne des cours, notamment en affaires publiques à Columbia. Il est décoré de la médaille de la Liberté par Ronald Reagan en 1983. En mars 1986, il meurt d'une crise cardiaque alors qu'il est en vacances en Floride.

## Positions politiques

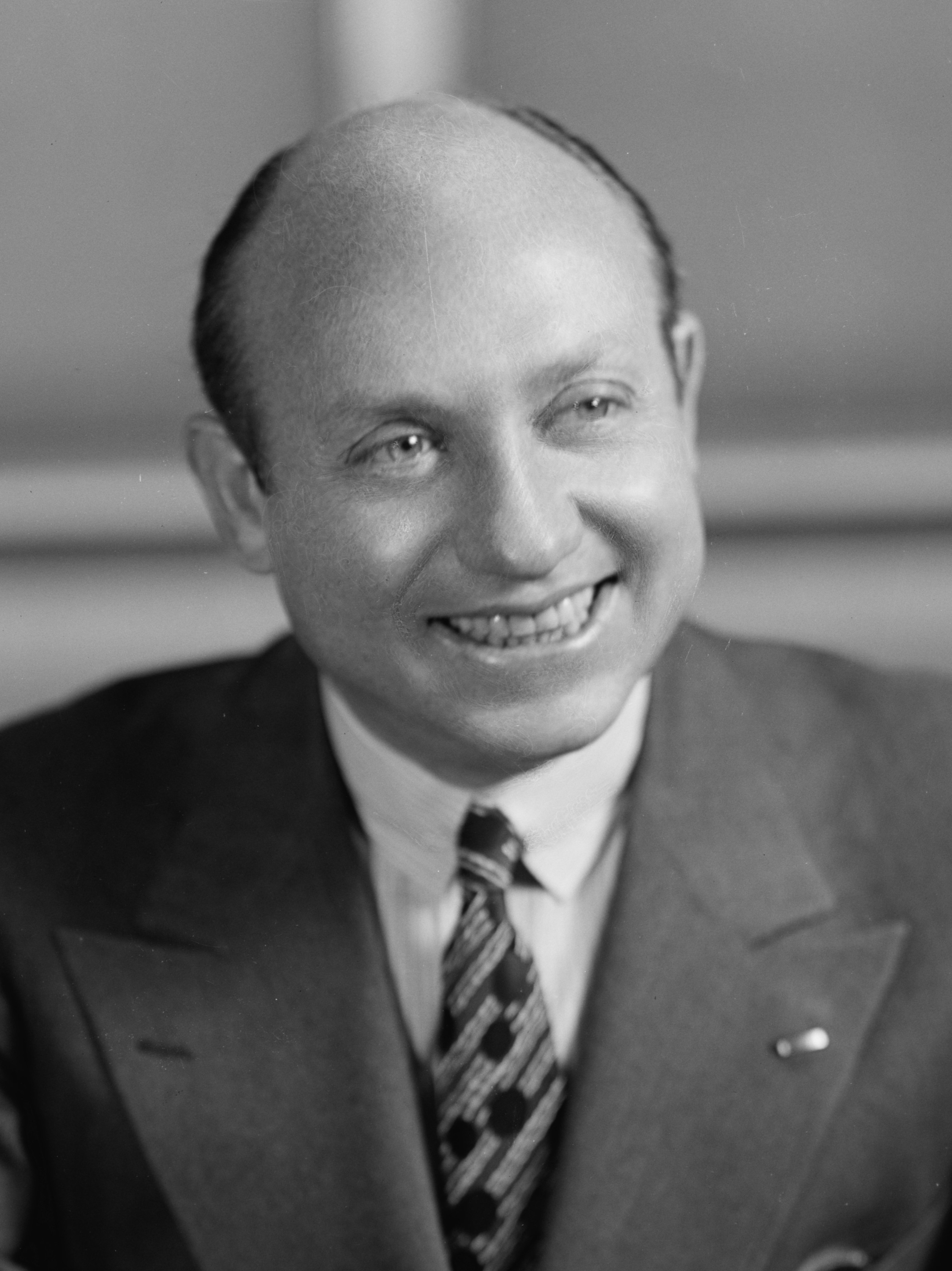
Jacob Javits en 1955.

Javits est considéré comme une icône de l'aile libérale du Parti républicain.
En 1973, il participe activement à l'adoption de la loi sur les pouvoirs de guerre grâce à sa position au sein de la commission des affaires étrangères du Sénat,.
Dans les dernières de sa vie, il milite pour le droit à « mourir dans la dignité ».